# Beyren (ruisseau)
Pour les articles homonymes, voir Beyren et Beyren-lès-Sierck.
Le ruisseau de Beyren alias le Dollbach est un cours d'eau du département de la Moselle en région Grand Est.

## Hydronymie
Beirenebaach en francique lorrain.

## Communes traversées
Basse-Rentgen, Beyren-lès-Sierck, Fixem, Gavisse, Hagen, Haute-Kontz, Puttelange-lès-Thionville, Rodemack, Zoufftgen.